# Ljepika
Ljepika (hapuzić, lepen, lat. Adenostyles), biljni rod od osam vrsta trajnica iz porodice glavočika, potporodica glavočike cjevnjače.
U Hrvatskoj rastu dvije vrste: siva ljepika (A. alliariae) i gola ili podgrižena ljepika (A. alpina)

## Vrste
1. Adenostyles alliariae Kern.
2. Adenostyles alpina (L.) Bluff & Fingerh.
3. Adenostyles australis (Ten.) Iamonico & Pignatti
4. Adenostyles briquetii Gamisans
5. Adenostyles × canescens Sennholz
6. Adenostyles eginensis Lagger ex Braun
7. Adenostyles intermedia Hegetschw.
8. Adenostyles leucophylla Rchb.